# Peso uruguaiano
Il Peso è la valuta dell'Uruguay già dal 1835. La valuta attuale, nota come peso uruguayo (codice ISO 4217: UYU) è in circolazione dal 1993 ed è suddivisa in 100 centésimos.

## Storia

### Peso, 1835-1975
Dopo l'indipendenza dalla Spagna e dal Brasile l'Uruguay usò inizialmente le monete argentine. Nel 1835 emise la prima moneta propria che fu il peso, uguale all'8 real argentini e dal 1840 fu suddiviso in 100 centésimo, mentre alcune banconote erano ancora espresse in real.
Il 1862, il peso (chiamato peso fuerte) fu legato all'oro con il cambio di 1 peso = 1556,149 milligrammi. In seguito il peso fu fissato al franco francese con un cambio di 1 peso = 5 franchi. Dopo aver abbandonato il gold standard nel 1929, fu fissato il cambio con il dollaro statunitense nel 1941, con 1,9 pesos = 1 dollaro, che durò sino al 1944.

### Nuevo peso, 1975-1993
A causa dell'alta inflazione, il nuevo peso sostituì il peso con un cambio di 1 nuevo peso = 1000 pesos nel novembre 1973. Anche il nuevo peso era suddiviso in 100 centésimo. Il codice 4217 per questa valuta era UYN.

### Peso uruguayo, 1993-
A seguito di ulteriore inflazione il peso uruguayo sostituì il nuevo peso, di nuovo con un cambio di 1000 ad 1, il 1º marzo, 1993.

## Monete

### Peso
Nel 1840 furono coniate monete di rame da 5, 20 e 40 centésimo, seguite dalla moneta d'argento da un 1 peso nel 1844. Le monete di rame furono coniate fino al 1857. Nel 1869 furono coniate monete di bronzo da 1, 2 e 4 centésimo, con quelle d'argento da 10, 20 e 50 centésimo. Nel 1901 furono immesse monete di cupronichel da 1, 2 e 5 centésimo. Le monete in bronzalluminio da 10 centésimo furono introdotte nel 1930 ed il rame sostituì il cupronichel per le monete da 2 e 5 centésimo tra il 1943 ed il 1951. Le dimensioni delle altre monete d'argento fu ridotto nel 1942 e 1943 e le ultime monete d'argento furono emesse nel 1954. Nel 1953 furono introdotti i 10 centésimo in cupro-nickel e quelle in bronzo-nickel da 2, 5 e 10 centésimo furono emesse nel 1960, l'ultimo anno di queste denominazioni. Nel 1965, uscirono i 20 e 50 centésimo in alluminio, 1, 5 e 10 peso in alluminio-bronzo. Le monete da 1, 5 e 10 peso furono anche coniate in nickel-bronzo nel 1968, seguite dalle monete in cupro-nickel da 20 e 50 peso il 1970 e da 100 peso il 1973.
Il Peso Uruguayano al cambio vale:
- 1 Euro = 26.5436 Peso Uruguaiano;
- 1 Peso Uruguaiano = 0.0377 Euro;
- 1 Dollaro USA= 19.3340 Peso Uruguaiano;
- 1 Peso Uruguaiano = 0.0517 Dollari USA.

### Nuevo peso
Il 1976 furono coniate in alluminio-bronzo monete da 10, 20 e 50 centésimo e da 1 nuevo peso, seguite l'anno successivo da quelle in alluminio da 1, 2 e 5 centésimo. Il 1980 ed il 1981, terminò l'emissione del centésimo e furono coniati i 1, 5 e 10 nuevo peso in cupro-nickel. In seguito all'inflazione furono coniate monete in acciaio inox da 1, 5, 10, 50, 100, 200 e 500 nuevo peso.

### Peso uruguayo
Il 1994 furono coniate monete in acciaio da 10, 20 e 50 centésimo e di ottone da 1 e 2 peso uruguayo. Le monete da 5 e 10 peso uruguayo sono state immesse in circolazione rispettivamente nel 2003 e nel 2000. Le monete in circolazione sono:
- 1 peso uruguayo
- 2 pesos uruguayos
- 5 pesos uruguayos
- 10 pesos uruguayos
- 50 pesos uruguayos

## Banconote

### Peso
Nel 1835 furono emesse tratte di debito pubblico con valori da 400, 500, 2000 e 5000 peso. Banconote del tesoro seguirono nel 1855 con biglietti da 2 e 4 real, 1, 5, 10, 25, 50 e 100 peso. Varie banche, compreso il Banco Italiano, il Banco de Londres y Rio de la Plata ed il Banco Oriental, emisero carta-moneta durante gli anni 1860 e 1870, oltre alla Junta de Crédito Público che emise banconote per 20 e 50 centésimo, 1, 5, 10, 20, 50 e 100 peso il 1870 ed il governo, che emise banconote da 20 e 50 centésimo e da 1, 2, 5, 10, 20, 50 e 100 peso il 1875. Nel 1868, imitando la valuta postale degli Stati Uniti, il governo emise biglietti da 1, 5, 10, 15 e 20 centésimo che portavano immagini di francobolli postali.
Nel 1887 il Banco Nacional iniziò ad emettere carta-moneta, producendo valori da 10, 20 e 50 centésimo e da 1, 2, 5, 10, 20, 50, 100, 200 e 500 peso. Nel 1896 il Banco de la República Oriental del Uruguay intraprese la produzione di carta-moneta emettendo biglietti da 50 centésimo e da 1, 5, 10, 50, 100 e 500 peso. Biglietti da 20 centésimo furono emessi come misura d'emergenza nel 1918. Le banconote da 1000 peso furono introdotte il 1935.
Nel 1967 iniziò l'emissioni il Banco Central del Uruguay. Le sue prime emissioni furono la sovrastampa di precedenti banconote da 10, 50, 100, 500 e 1000 peso mentre i valori minori furono sostituiti da monete. Queste sovrastampe furono seguite lo stesso anno da emissioni regolari di biglietti da 50, 100, 500, 1000, 5000 e 10 000 peso.

### Nuevo peso
Nel 1975 furono prodotte banconote provvisorie sovrastampando le precedenti banconote in peso con i nuovi valori in nuevo peso. Queste banconote valevano 50 centésimo e 1, 5, e 10 nuevo peso e furono prodotte usando le banconote da 500, 1000, 5000 e 10 000 peso. Banconote regolari furono emesse sempre nel 1975 con valori da 50 e 100 nuevo peso. Il 1978 furono introdotti i 500 ed i 1000 nuevo peso, seguiti dai 5000 nuevo peso il 1983, dai 200 nuevo peso il 1986, dai 10 000 nuevo peso il 1987, dai 2000, 20 000 and 50 000 nuevo peso il 1989, dai 100 000 nuevo peso il 1991 e dai 200 000 e 500 000 nuevo peso il 1992.

### Peso uruguayo
Nel 1994 sono state emesse banconote dal valore di 20, 50, 100, 500 peso; e nel 1995 sono state emesse le banconote di 200, 1000 peso; quella da 2000 è stata emessa nel 2003. Le banconote in circolazione sono:
- 20 pesos (Juan Zorrilla de San Martín).
- 50 pesos (José Pedro Varela)
- 100 pesos (Eduardo Fabini)
- 200 pesos (Pedro Figari)
- 500 pesos (Alfredo Vázquez Acevedo)
- 1000 pesos (Juana de Ibarbourou)
- 2000 pesos (Dámaso Antonio Larrañaga)

La banconote da 5 e 10 peso sono state ritirate, sostituite dalle monete di pari valore.